# Garcinia grandifolia
Garcinia grandifolia är en tvåhjärtbladig växtart som först beskrevs av Jacques Denys Denis Choisy, och fick sitt nu gällande namn av Jean Baptiste Louis Pierre. Garcinia grandifolia ingår i släktet Garcinia och familjen Clusiaceae. Inga underarter finns listade i Catalogue of Life.